# Aokana: Four Rhythm Across the Blue
Aokana: Four Rhythm Across the Blue, connu au Japon sous le nom d'Ao no Kanata no Four Rhythm (蒼の彼方のフォーリズム, Ao no Kanata no Fō Rizumu, sous-titré Beyond the sky, into the firmament, litt. « Au-delà du ciel, à travers le firmament »), officiellement abrégé en Aokana (あおかな)  et traduit en Four Rhythm Across the Blue, est un visual novel japonais pour adultes développé par Sprite et publié pour Windows le 28 novembre 2014. Le jeu a été porté sur PlayStation Vita, PlayStation 4 et Nintendo Switch. Une adaptation manga a commencé à être publiée dans le magazine Comp Ace en octobre 2015. Un jeu mobile dérivé est sorti en octobre 2016, tandis qu'une suite est sortie et qu'une autre devrait sortir prochainement. Le jeu a reçu une adaptation en série télévisée anime, produite par Gonzo, réalisée par Fumitoshi Oizaki et écrite par Reiko Yoshida. Elle a été diffusée entre janvier et mars 2016. Crunchyroll et Funimation ont co-publié la série télévisée anime sur Blu-ray en Amérique du Nord en 2018.

## Système de jeu
Aokana: Four Rhythm Across the Blue est un visual novel dans lequel le joueur joue le rôle de Masaya Hinata. Une grande partie de son gameplay est consacrée à la lecture du récit et du dialogue de l'histoire. Le texte du jeu est accompagné de sprites de personnages, qui représentent les personnages à qui Masaya parle, ils sont situés au-dessus de l'arrière-plan. Tout au long du jeu, des illustrations CG peuvent s'afficher à certains moments de l'histoire, elles remplacent  l'arrière-plan et les sprites de personnages temporairement. Le jeu suit une intrigue non linéaire avec plusieurs fins, et en fonction des décisions que le joueur prend pendant le jeu, l'intrigue progressera dans une direction spécifique. 
Le joueur peut suivre quatre intrigues principales, une pour chaque héroïne. Tout au long du jeu, le joueur a le choix entre plusieurs propositions et la progression du texte s'arrête à ces points jusqu'à ce qu'un choix soit fait. Certaines décisions peuvent conduire le jeu à se terminer prématurément, ce qui offre une fin alternative à l'intrigue. Pour voir l'intrigue dans son intégralité, le joueur devra rejouer le jeu plusieurs fois et choisir différents choix pour faire avancer l'intrigue dans une autre direction. Dans les versions non censurées du jeu, les intrigues comportent des scènes avec des illustrations CG à caractère sexuel. 

## Intrigue
Dans un univers alternatif, des chaussures aux propriétés anti-gravité sont inventées appelées Grav-Shoes, qui permettent aux gens de voler librement. Cela conduit au développement d'un sport connu sous le nom de Flying Circus, où les participants vont d'une bouée à une autre ou touchent le dos de l'adversaire pour marquer des points. Masaya Hinata est étudiant à l'Institut Kunahama, situé dans un archipel de quatre îles au sud du Japon. Dans le passé, il était actif dans le sport, mais s'est arrêté en raison d'une défaite écrasante. Sa vie change lorsqu'une fille nommée Asuka Kurashina est transférée à son école. Là-bas, Asuka s'intéresse au Flying Circus, et bien qu'elle ne soit pas familière avec le sport et qu'elle soit débutante dans l'utilisation des Grav-Shoes, elle parvient à marquer un point lors d'un match avec le vice-capitaine d'une école puissante ce qui est vraiment exploit incroyable. Cela conduit Asuka et Masaya, avec leur camarade de classe Misaki Tobisawa, l'étudiant de première année Mashiro Arisaka et les frères et sœurs Shion et Madoka Aoyagi à former une équipe de Flying Circus, dans le but de remporter le tournoi d'été Flying Circus. Lors du tournoi, le monde du Flying Circus est secoué par une nouvelle technique connue sous le nom de Birdcage, qui fait perdre tous les participants face à une débutante, Saki Inui, devenant la championne du tournoi. À la suite de sa défaite, Misaki arrête temporairement le Flying Circus et le club réfléchit à une stratégie sur la façon de battre Saki au tournoi d'automne. Au tournoi d'automne, Asuka parvient à vaincre Saki pendant le temps additionnel et Saki et les autres membres du club deviennent amis. 

## Personnages

### Personnages principaux
Masaya Hinata (日向 晶也, Hinata Masaya)
Voix japonaise : Ryōta Ōsaka
Masaya est le personnage que joue le joueur dans les visual novels de cette série. Dans son enfance, il était le protégé prodigue du célèbre Skywalker dénommé Aoi Kagami, mais après avoir subi une défaite écrasante dans un match contre un certain joueur (révélé plus tard dans la route de Misaki), il s'est retiré du sport et est parti sur sa vie de lycée ne voulant rien avoir à voir avec le Flying Circus. Après avoir rencontré Asuka, il est devenu l'entraîneur du FC, mais a toujours refusé de jouer. Ce n'est qu'après le retour de Misaki dans l'équipe et la détermination des autres filles qu'il décide de s'entraîner aux côtés des filles. À la fin de la série, il retrouve son envie de jouer à nouveau au FC et se montre dans son équipement complet tout en entraînant les filles.
Asuka Kurashina (倉科 明日香, Kurashina Asuka)
Voix japonaise : Misato Fukuen (créditée sous le nom de Natsu Sawada dans le jeu PC), voix anglaise : Jill Harris (anime)
Style de vol: polyvalent
En tant qu'étudiante transférée à l'Institut Kunahama, Asuka n'avait jamais porté de Grav-Shoes avant de déménager sur l'île, mais est capable d'effectuer un virage en l'air (une manœuvre très difficile) sa première fois en volant avec eux. Malgré sa faiblesse, elle est aussi parfois déterminée, s'entraînant dur tout en s'amusant. Elle a rencontré Masaya quand ils étaient enfants et il l'a inspirée à voler, mais aucun ne semble se souvenir de la rencontre. Elle forme une forte amitié avec Misaki à mesure que la série animée progresse.
Misaki Tobisawa (鳶沢 みさき, Tobisawa Misaki)
Voix japonaise : Azumi Asakura (créditée sous le nom de Yuri Konno dans le jeu PC), voix anglaise : Anastasia Muñoz (anime)
Style de vol: combattant
Un étudiant de deuxième année à l'Institut Kunahama. Parmi tous les nouveaux membres du club du Kunahama FC, elle est la seule à avoir une expérience antérieure dans le sport. Elle et Mashiro sont de bons amis, mais dans l'anime Misaki forme une très forte amitié avec Asuka au fur et à mesure de la progression de la série. Elle a une fascination pour les chats et a parfois tendance à ajouter le mot «nyaa» (en japonais pour le son «miaou» que font les chats) dans son discours. Son plat préféré est l'udon. Alors qu'au début, elle n'a rejoint l'équipe que sur un coup de tête, Asuka l'a convaincue de revenir, en venant vraiment profiter du FC. Elle est la recrue qui a battu Masaya lors du dernier match de sa carrière, ce qui l'a obligé à arrêter de jouer au FC.
Mashiro Arisaka (有坂 真白, Arisaka Mashiro)
Voix japonaise : Nozomi Yamamoto (créditée sous le nom de Mito Sera dans le jeu PC), voix anglaise : Natalie Hoover (anime)
Style de vol: Speeder
Un étudiant de première année à Kunahama dont la famille possède un restaurant qui sert la nourriture préférée de Misaki, udon. Elle est très surprotectrice de Misaki et rejoint le club du FC pour être avec elle. Elle commence comme combattante parce que c'est le style de vol de Misaki, mais après s'être liée d'amitié et s'entraîner aux côtés de Rika, elle se rend compte qu'elle est plus apte à être une Speeder.
Rika Ichinose (市ノ瀬 莉佳, Ichinose Rika)
Voix japonaise : Madoka Yonezawa (créditée sous le nom de Mako Mishiro dans le jeu PC), voix anglaise : Cristina Vee (anime)
Style de vol: Speeder
Le voisin de Masaya et un étudiant de première année à la Takafuji Academy, une école avec l'une des meilleures équipes du FC. Elle se lie d'amitié avec Mashiro lorsqu'elle l'aide à améliorer son style de jeu. Son plat préféré est la viande. Bien qu'elle soit l'une des héroïnes du roman visuel, elle est un personnage secondaire de l'anime.

### Autres personnages
Reiko Satōin (佐藤院 麗子, Satōin Reiko)
Voix japonaise : Ryōko Ono (jeu PSV) (créditée sous le nom de Rikka Kitami dans le jeu PC), Risa Taneda (anime), voix anglaise : Tia Ballard (anime)
Style de vol: polyvalent
Un étudiant de deuxième année à Takafuji et le vice-capitaine du club Takafuji FC. Elle a tendance à être un peu fière et égocentrique, faisant souvent de «grandes entrées». Elle a en fait ajouté le "-in" à la fin de son nom de famille "Satou", et Kazunari aime la taquiner en l'appelant par son vrai nom. Sa famille dirige le Satou Food Group, une entreprise de restauration réputée pour ses fruits de mer de haute qualité.
Saki Inui (乾 沙希, Inui Saki)
Voix japonaise : Natsumi Takamori (jeu PSV, anime) (creditée sous le nom de Yūka Kotorii dans le jeu PC), voix anglaise : Amanda Lee (anime)
Style de vol: Speeder
Un étudiant de deuxième année à Kairyou Academy. Elle avait déjà participé au FC en Angleterre et est l'une des joueuses les plus rapides du monde. Elle a un comportement plutôt sans émotion en surface, mais a un faible pour les chats, en tant que telle, ayant les deux barrettes en forme de chat autour de ses tresses. Elle est la meilleure amie d'Irina depuis qu'ils sont enfants et la suit chaque commande tout en jouant. Lors de son dernier match avec Asuka, elle commence vraiment à apprécier le FC et se lie d'amitié avec Asuka et ses amis.
Aoi Kagami (各務 葵, Kagami Aoi)
Voix japonaise : Megumi Ogata, voix anglaise : Rachel Robinson (anime)
Le professeur d'éducation physique et sanitaire à l'Institut Kunahama et un ancien joueur national du FC. Elle sert de mentor à Masaya et de conseillère du club FC. Pendant ses jours de joueur, elle a créé un halo angélique appelé techniquement, qui est utilisé pour contrôler l'adversaire. Elle n'est pas fière de cette technique et a été désemparée de découvrir qu'Irina et Saki l'avaient ramenée, bien que leur propre variante appelée Birdcage. Après le retour de Masaya au jeu, elle rejoint également ses élèves en formation. Après qu'Asuka ait débloqué son équilibreur lors de son dernier match avec Saki, Aoi se rend compte que son Halo angélique a finalement eu un effet positif, faisant maintenant évoluer à nouveau le FC actuel sans limiteur d'équilibre.
Shion Aoyagi (青柳 紫苑, Aoyagi Shion)
Voix japonaise : Takayuki Kondō (jeu PSV, anime) (crédité sous le nom de Teppei Hirabayashi dans le jeu PC), voix anglaise : Christopher Wehkamp (anime)
Style de vol: Speeder
Un étudiant de troisième année à l'Institut Kunahama et le président du club Kunahama FC. Il est le dernier membre restant du club avant que Masaya et d'autres ne rejoignent et a tendance à être trop dramatique dans ses actions.
Madoka Aoyagi (青柳 窓果, Aoyagi Madoka)
Voix japonaise : Naomi Wakabayashi (jeu PSV, anime) (créditée sous le nom de Miyako Suzuta dans le jeu PC), voix anglaise : Madeleine Morris (anime)
Manager du club Kunahama FC et camarade de classe d'Asuka, Masaya et Misaki. Elle est la sœur cadette de Shion. Lorsque son frère obtient son diplôme, elle devient le nouveau capitaine de l'équipe et a tendance à être l'homme hétéro dans les singeries des autres membres.
Minori Hosaka (保坂 実里, Hosaka Minori)
Voix japonaise : Yūko Gibu (jeu PSV, anime) (créditée sous le nom de Hozumi Momoi dans le jeu PC), voix anglaise : Felecia Angelle (anime)
Camarade de classe de Mashiro et membre du club de presse de Kunahama. Elle est très énergique et porte toujours un micro. Elle est également la commentatrice des tournois du FC.
Hayato Shirase (白瀬 隼人, Shirase Hayato)
Voix japonaise : Takahiro Mizushima (jeu PSV, anime) (crédité sous le nom de Uta Kijima dans le jeu PC), voix anglaise : Oscar Contreras (anime)
Un employé de Sky Sports Shirase, un magasin d'articles de sport appartenant à sa famille qui vend des équipements FC. C'est aussi une vieille connaissance d'Aoi. Selon Shindou, Shirase est un ancien Skywalker bien connu comme Aoi.
Minamo Shirase (白瀬 みなも, Shirase Minamo)
Voix japonaise : Ai Shimizu (jeu et anime) (créditée sous le nom de Yami Toyotaki dans le jeu PC), voix anglaise : Mikaela Krantz (anime)
La sœur cadette de Hayato. Elle aide au magasin et est timide. Il est révélé plus tard qu'elle est la véritable identité du Mysterious Masked Skywalker (覆面選手, Fukumen senshu), qui a perdu remarquablement pendant le tournoi d'été. En tant que Skywalker masqué, elle utilise un modulateur de voix pour cacher son identité. Elle a accidentellement laissé échapper son vrai sexe et identité pendant le tournoi d'automne.
Botan Arisaka (有坂 牡丹, Arisaka Botan)
Voix japonaise : Hitomi Nabatame (jeu PSV, anime) (créditée sous le nom de Emi Yamato dans le jeu PC), voix anglaise : Marissa Lenti (anime)
La mère de Mashiro et propriétaire du restaurant familial Mashiro Udon.
Kazunari Shindō (真藤 一成, Shindō Kazunari)
Voix japonaise : Kazuyuki Okitsu (jeu PSV, anime) (crédité sous le nom de Umesaki Charlie dans le jeu PC), voix anglaise : Shawn Gann (anime)
Style de vol: polyvalent
Capitaine du club Takafuji FC. C'est un joueur du FC de classe mondiale. Il a été inspiré par Masaya pour participer au FC dans l'espoir de le battre un jour. Il en vient à voir Asuka comme un adversaire digne et utilise ses meilleures tactiques pour la vaincre après avoir vu qu'elle pouvait le suivre. Il est battu par Saki en finale, mais prend étonnamment bien sa défaite. Dans les deux itinéraires d'Asuka et de Misaki, Shindo est appelée pour aider Asuka (ou Misaki sur sa route) à s'entraîner contre la cage à oiseaux de Saki.
Irina Avalon (イリーナ・アヴァロン, Irīna Avaron)
Voix japonaise : Kaori Mizuhashi (jeu PSV, anime) (creditée sous le nom de Yūko Nōmi dans le jeu PC), voix anglaise : Alexis Tipton (anime)
Un étudiant de deuxième année à la Kairyou Academy et l'entraîneur de Saki. Originaire d'Angleterre, elle est la fille d'un célèbre fabricant de Grav-Shoes. Elle est obsédée par la création du FC "parfait et beau" basé sur le style d'Aoi et pense que le jeu actuel est "faux", convaincant Saki que seules leurs méthodes sont nécessaires pour gagner, souhaitant avoir une chance de prouver son point en remportant deux tournois en une dispute et forçant la communauté FC à admettre que leur FC est bien supérieur à cette "imitation de cirque". Cependant, après qu'Asuka et Saki se soient affrontés sans limiteur d'équilibre, elle commence à apprécier le FC actuel et montre même des remords à Aoi après le match, reconnaissant que sa vision du FC était fausse.
Arika Okoze (虎魚 有梨華, Okoze Arika)
Voix japonaise : Ema Kogure (jeu et anime) (creditée sous le nom de Hiori Hitsuki dans le jeu PC)
Style de vol: Speeder
Un étudiant de première année à l'Académie Shitou Suisan. Elle est une amie proche de Mashiro qui se connaît depuis leur enfance. Son plat préféré est le thon et est surnommé par moquerie "Maguro-chan". Dans la version anglaise du visual novel, son surnom est "Tanner", à cause de sa peau bronzée et du jeu de mots japonais intraduisible.
Mayu Ganeko (我如古 繭, Ganeko Mayu)
Voix japonaise : Nozomi Sasaki (jeu PSV, anime) (creditée sous le nom de Mima Yūki dans le jeu PC), voix anglaise : Amber Lee Connors (anime)
Un étudiant de deuxième année à l'Académie Shitou Suisan et le «senpai» d'Arika ou senior et coach. Elle est grandement admirée par Arika, qui l'appelle «milady».
Kasumi Kurobuchi (黒渕 霞, Kurobuchi Kasumi)
Voix japonaise : Yuki Kaida (jeu et anime) (creditée sous le nom de Kanami Fukashiro dans le jeu PC)
Une étudiante de deuxième année à Dougaura High et l'adversaire d'Asuka au deuxième tour du tournoi d'été. Amie d'enfance de Rika, c'est elle qui a introduit Rika dans le monde du Flying Circus, mais est devenue plus tard dédaignée après avoir été dépassée par Rika en dépit d'être le mentor. Ainsi, elle a commencé à recourir à de sales tours dans ses matchs, qui comprenaient des mouvements illégaux et des commotions cérébrales à ses adversaires. Dans la route de Rika, elle est vaincue lors du tournoi d'automne par Rika après avoir été convaincue de revenir à ses habitudes de jeu propres.

## Développement et publication

### Jeu original
Aokana: Four Rhythm Across the Blue est le deuxième jeu de Sprite après son premier titre Love, Election and Chocolate. Le producteur du jeu était Akira Sakamoto. La planification du projet a été dirigée par Nachi Kio, qui a également contribué en tant que scénariste principal aux côtés de Ryōichi Watanabe et Ryūsuke Mutsu. L'artiste Suzumori a été directeur artistique et co-concepteur des personnages avec Itsuka Yūki. La musique d'ambiance a été produite par des membres d'Elements Garden,. Le jeu est sorti le 28 novembre 2014 en édition limitée, jouable sous Windows. Une version pour PlayStation Vita du jeu a été publiée le 25 février 2016,, et une version haute définition pour la PlayStation 4 a été publiée le 26 janvier 2017. Une version Nintendo Switch du jeu est sortie fin 2017 au Japon. Le jeu a été annoncé pour une sortie en anglais par NekoNyan en 2019 sur Steam. Une version Nintendo Switch du jeu est sortie le 21 août 2020 en Amérique du Nord et en Europe, cependant, la sortie de la version PlayStation 4 a été retardé à une date indéterminée après que sa sortie ait été limitée au téléchargement en ligne uniquement en raison de changements liés à sept scènes du jeu et « beaucoup moins d'intérêt » attendu pour une version physique en conséquence. Quatre scènes ont été modifiées et trois ont été complètement supprimées, tandis que la version Nintendo Switch n'a reçu aucun changement de contenu ou de choix entre les versions physiques et disponible en téléchargement en ligne. 

### Suites
En raison de l'interruption de Sprite après la sortie d'une quatrième édition anniversaire en 2018, le développement d'Ao no Kanata no Four Rhythm: Zwei et du deuxième fan disc Extra a été suspendu. En novembre 2019, Sprite a annoncé avoir repris ses activités et prévoyait de travailler sur le deuxième fan disc Extra.
- Une suite nommée Ao no Kanata no Four Rhythm: Zwei a été annoncée lors de l'événement AnimeJapan en mars 2016[14], le jeu est encore en développement, aucune date de sortie précise n'a été annoncée.

- Un fan disc nommé Ao no Kanata no Four Rhythm: Extra 1 est sorti le 30 juin 2017 au Japon sur Microsoft Windows[15],[16] puis une version traduite en anglais par NekoNyan et en mandarin par Hikari Field est sortie le 6 novembre 2020 à l'international sur Steam[17].

- Un fan disc nommé Ao no Kanata no Four Rhythm: Extra 2 a été officiellement annoncé le 16 juin 2020[18], mais la date de sortie fut finalement décalée à une date indéterminée[19].

### Jeux dérivés
Un jeu pour smartphone intitulé Ao no Kanata no Four Rhythm: Eternal Sky est sorti le 5 octobre 2016,.

## Accueil
|                           | Jeu                                 | Note                                                 | Plateforme                    | Ref    |
| ------------------------- | ----------------------------------- | ---------------------------------------------------- | ----------------------------- | ------ |
| The Visual Novel Database | Aokana: Four Rhythm Across the Blue | 8.41 (très bien) note moyenne                        | Toutes plateformes confondues | [ 22 ] |
| Steam                     | Aokana: Four Rhythm Across the Blue | 98 % de critiques favorables                         | PC (Microsoft Windows)        | [ 23 ] |
| Metacritic                | Aokana: Four Rhythm Across the Blue | 78 / 100 (Avis généralement positifs) (note moyenne) | Nintendo Switch               | [ 24 ] |
| The Visual Novel Database | Aokana - EXTRA1                     | 7.97 (bien) note moyenne                             | PC (Microsoft Windows)        | [ 16 ] |
| Steam                     | Aokana - EXTRA1                     | 99 % de critiques favorables                         | PC (Microsoft Windows)        | [ 17 ] |

## Adaptations

### Manga
Une adaptation manga illustrée par Hideyu Tōgarashi a commencé la sérialisation dans le magazine Comp Ace de Kadokawa Corporation avec le numéro de décembre 2015 vendu le 26 octobre 2015,. Le premier volume tankōbon a été publié le 26 janvier 2016. 

### Drama CD
- Un drama CD intitulé Aokana - Drama CD Vol. 1 est sorti le 30 janvier 2015 au Japon[28] et le 6 février 2020 sur Steam à l'international[29].

- Un deuxième drama CD intitulé Aokana - Drama CD Vol. 2 est sorti le 30 janvier 2015[30] au Japon et le 6 février 2020 sur Steam à l'international[31].

### Anime
Une adaptation de série télévisée anime, produite par Gonzo, dirigée par Fumitoshi Oizaki et écrite par Reiko Yoshida a été diffusée sur TV Tokyo entre le 12 janvier et le 29 mars 2016. La licence de la série anime en Amérique du Nord est détenue par Crunchyroll, qui a autorisé Funimation à la publier en vidéo domestique avec un doublage anglais le 11 septembre 2018,. Bien qu'il y ait des intrigues romantiques avec Masaya et chacune des quatre héroïnes du visual novel, cela est supprimé de l'adaptation d'anime et le point de vue est celui d'Asuka au lieu de Masaya. 
| № | Titre | Date de diffusion |
| --- | --- | ----------------- |
| 1 | (fr) (litt.) Je vole ! Je vole ! (en) I'm Flying! I'm Actually Flying! (ja) 飛んでます、飛んでますよっ! (Tondemasu, Tondemasu yo!)      | 11 janvier 2016   |
| Asuka Kurashina, étudiante en transfert, vient de s'installer dans l'archipel des 4 îles, une zone où les gens peuvent utiliser un type de chaussures spécial, les Grav-Shoes, pour voler. Sur le chemin de l'école, Asuka rencontre les élèves Misaki Tobisawa et Masaya Hinata, qui l'aident à arriver à l'école à l'heure. Une fois à l'école, on demande à Masaya et Misaki d'enseigner à Asuka les bases du vol avec les Grav-Shoes. Le lendemain, alors qu'ils se rendent à l'école en volant, ils voient Shion Aoyagi, le président du club de Flying Circus de l'école, accroupi sur ses genoux après avoir été battu par Reiko Satouin, la vice-capitaine de l'équipe de Flying Circus de Takafuji. Asuka décide d'affronter Reiko elle-même, malgré la différence de niveau. Comme Asuka est débutante, Reiko décide qu'Asuka n'a besoin de marquer qu'une seule fois pour gagner. Au début, Asuka est complètement dominée et incapable de marquer ne serait-ce qu'un point, mais au dernier moment, elle effectue un tour de coup de pied aérien, un mouvement particulièrement difficile, et marque un point, remportant ainsi le match. | |                   |
| 2 | (fr) (litt.) Udon... ? (en) Udon...? (ja) う…ど…ん…? (U... do... n...?)                                                                 | 18 janvier 2016   |
| Après le départ de Reiko, Shion supplie Asuka et les autres de rejoindre l'équipe de Flying Circus de Kunahama. À l'école, Madoka, la petite sœur de Shion, félicite Asuka pour avoir marqué contre Reiko. Madoka les encourage ensuite tous à rejoindre l'équipe. Asuka accepte presque immédiatement, mais Masaya refuse et Misaki dit qu'elle doit y réfléchir. Après l'école, Madoka amène Asuka au club, qui est en fait un vieux bus délabré. Là, ils rencontrent Shion et, étonnamment, Misaki et Mashiro, qui ont décidé de les rejoindre eux aussi. Ils commencent à s'entraîner, Misaki étant la meilleure car elle a plus d'expérience. Asuka peut voler mais est incapable de se diriger, et Mashiro est lent et manque de coordination. Aoi les observe tout en essayant d'encourager Masaya à rejoindre l'équipe également. Masaya, cependant, part sans dire un mot. Le lendemain, Madoka amène les filles acheter des chaussures de compétition et des combinaisons de vol. Ensuite, Misaki et Asuka ont un match d'entraînement et la détermination d'Asuka inspire Masaya à rejoindre le club en tant qu'entraîneur. | |                   |
| 3 | (fr) (litt.) Je viens de m'enflammer un peu (en) I Just Got a Little Fired Up (ja) ちょっと燃えてきただけ (Chotto Moetekita dake)       | 25 janvier 2016   |
| Pour renforcer les compétences des nouvelles recrues, Aoi fait appel à l'équipe de Flying Circus Takafuji pour organiser un camp d'entraînement pendant les vacances de printemps. Pendant le dernier jour du camp, Reiko organise des matchs d'entraînement. Asuka affronte Rika Ichinose, une première année et Speeder à Takafuji. Elle réussit à marquer un point avec un Air Kick Turn, surprenant tout le monde, mais finit par perdre le match. Mashiro joue contre Reiko mais est battue à plate couture. Le dernier match est celui de Kazunari contre Misaki, Kazunari marque immédiatement la première bouée. Misaki, incapable de suivre, prend un raccourci. Il joue alors délibérément sur sa force et lui propose de l'affronter dans un combat aérien. Furieuse, Misaki le poursuit et veut attaquer, mais Masaya lui dit d'ignorer la provocation et de s'accrocher à lui comme de la colle. Misaki le suit et parvient à marquer un point lorsqu'ils passent le coin de la rue. Cependant, Kazunari gagne quand même le match. | |                   |
| 4 | (fr) (litt.) La viande me rend heureuse ! (en) Meat Makes Me Happy! (ja) お肉......うれしい! (Oniku......Ureshii!)                      | 1er février 2016  |
| Mashiro a été tenue occupée par des examens de rattrapage ces derniers temps, ce qui lui a valu d'être souvent en retard pour sa formation au FC. Pendant ce temps, Misaki et Asuka progressent à un rythme rapide, laissant Mashiro à la traîne. Après être tombé sur Rika par hasard, Mashiro lui demande de lui enseigner les bases. L'entraînement commence le lendemain et lentement, Mashiro commence à rattraper son retard et découvre qu'elle est plus apte à être une Speeder comme Rika qu'une Fighter comme Misaki. En guise de remerciement, Mashiro donne à Rika un de ses jouets en peluche et les deux deviennent amies. Le lendemain, lors d'un match d'entraînement avec Asuka, Mashiro réussit à la battre. Misaki est heureuse de voir que Mashiro a enfin trouvé son propre style de jeu au lieu de la suivre aveuglément. Sur le chemin du retour, Asuka laisse accidentellement son téléphone lui échapper et tombe d'une falaise mais une fille aux cheveux blancs descend du ciel à une vitesse incroyable et attrape le téléphone pour elle avant de s'envoler. | |                   |
| 5 | (fr) (litt.) Oui, restez calme et continuez (en) Yeah, Keep Calm and Carry On (ja) うん、落ち着いていこう (Un, Ochitsuite Ikō)          | 8 février 2016    |
| Le tournoi d'été a commencé et Asuka affronte une fille nommée Arika Okoze de l'Académie de Shitou Suisan. Misaki est opposée à Rika et Mashiro à Reiko. Là, Asuka aperçoit également la fille aux cheveux blancs, Inui Saki de l'Académie de Kairyou, qui joue contre Shion. La première rencontre est celle de Mashiro contre Reiko. Mashiro utilise un Low Yo-Yo et touche les deux premières bouées. Cependant, Reiko l'engage dans un combat aérien et gagne 7-2. Les suivantes sont Misaki et Rika, et Misaki gagne 5-1. Shion affronte Saki avec toute sa détermination mais perd 22-1. Le match d'Asuka avec Arika commence et cette dernière prend l'avantage avec un Low Yo-Yo et des Scissors extrêmement larges, mais Asuka renverse la situation avec un Tour de Coup de pied aérien et des combats aériens, et gagne 4-3. | |                   |
| 6 | (fr) (litt.) C'est tout ce dont tu es capable ? (en) Is That All You've Got? (ja) それが君の実力かい? (Sore ga Kimi no Jitsuryoku Kai?) | 15 février 2016   |
| La deuxième journée du tournoi a commencé et Asuka affronte Kasumi Kurobuchi du lycée de Dougaura. Asuka gagne 6-8 et Kasumi se met en colère en se demandant comment Asuka peut sourire si joyeusement pendant un match sérieux. Misaki affronte ensuite Kazunari, qui prend la tête et évite le combat aérien que Misaki recherche. Suivant les instructions de Masaya, Misaki réussit à tacler Kazunari et l'engage dans un combat aérien, marquant son premier point, mais Kazunari l'emporte tout de même 5-3. Asuka est maintenant confronté à Kazunari et il marque le premier point. Il en marque ensuite un autre en utilisant le Cobra, un coup surtout utilisé par les pros. Asuka est très fatigué, mais il prend un raccourci et rattrape Kazunari. Kazunari se retire pour utiliser de nouveau le Cobra, mais Asuka utilise une succession de tours de Coup de pied aérien et marque quatre points. Kazunari s'enflamme et termine le match avec deux points supplémentaires, s'imposant 6-4. | |                   |
| 7 | (fr) (litt.) Piquer avant d'être piqué ! (en) Sting Before You're Stung! (ja) 刺される前に刺せ! (Sasareru Mae ni Sase!)                 | 22 février 2016   |
| Le deuxième jour du tournoi d'été commence et Saki a gagné contre Ganeko Mayu de Shitou Suisan. Il ne reste plus que Kazunari et Saki pour la finale. Pendant la pause de dix minutes, Irina s'approche d'Aoi et lui explique que leur style de FC s'est inspiré d'elle, lui demandant de regarder le prochain match. Kazunari est confiant, mais Saki commence lentement à dominer le match. Sur le sable, alors que tout le monde est choqué par la défaite du meilleur des meilleurs, Asuka est envoûté par les mouvements parfaitement planifiés de Saki, ce qui déstabilise beaucoup Misaki. Pendant ce temps, Saki dépasse Kazunari à la fin et gagne 8-6. Ensuite, Madoka prend la relève de son frère en tant que nouveau capitaine du club. Le lendemain, Misaki tombe sur Kazunari à l'arrêt de bus. Elle l'interroge sur sa défaite, pensant qu'il serait furieux et gêné, mais le prend plutôt étonnamment bien. Kazunari lui explique que la peur de perdre signifie aimez le sport. Choquée par ses paroles, Misaki s'assoit à l'arrêt de bus, la tête dans les nuages. | |                   |
| 8 | (fr) (litt.) Je... ne peux plus voler (en) I... Can't Fly Anymore (ja) もう...飛べない (Mō... Tobenai)                                  | 29 février 2016   |
| Misaki a quitté l'équipe du FC, à la grande surprise des autres membres. Déterminées à obtenir des explications de sa part, les filles essaient de lui parler mais Misaki réussit à chaque fois à leur échapper. Le lendemain après l'école, l'équipe du FC voit un hélicoptère se diriger vers l'institut de Kunahama. Inui Saki et Irina Avalon sortent de l'hélicoptère et demandent un match d'entraînement contre Saki qu'Asuka accepte. Mais malgré les efforts d'Asuka, le match est à sens unique en faveur de Saki et Asuka finit par plonger dans l'eau, et Misaki plonge pour la sauver. Après le match, Asuka est émotionnellement dévastée et se met à pleurer alors que Misaki et l'équipe tentent de la réconforter. | |                   |
| 9 | (fr) (litt.) La réponse est dans le ciel ! (en) The Answer is in the Sky! (ja)答えは空にあるんです! (Kotae wa Sora ni Arun desu!)       | 7 mars 2016       |
| Misaki et les autres s'inquiètent pour Asuka qui n'est pas allé à l'école ce jour-là. Le lendemain, Misaki trouve Asuka dans la tour de l'horloge et lui demande ce qu'elle ressent après avoir perdu contre Saki. Après l'école, pendant l'entraînement du FC, Asuka se retrouve incapable d'exécuter des mouvements qu'elle aurait normalement effectués avec facilité. Une nuit, Misaki trouve une Asuka trempée devant sa maison, le visage vide. Misaki l'invite à dîner et à passer la nuit chez elle avec Mashiro à ses côtés. Misaki explique à Asuka ce que Kazunari lui a dit, en espérant que cela encouragera Asuka. Le lendemain, Asuka défie brusquement Misaki pour un match après l'école. Si Asuka gagne, Misaki devra rejoindre l'équipe du FC. Après l'école, les filles commencent le match, Asuka obtenant le premier point. Misaki retourne la situation avec 2 points. Asuka marque son deuxième point, mais Misaki marque à nouveau et gagne. Après le match, Misaki décide de rejoindre l'équipe, pour la plus grande joie des autres membres. | |                   |
| 10 | (fr) (litt.) Est-ce que c'est pour le FC ça aussi ? (en) Is That For FC, Too? (ja) それもFCのためですか? (Sore mo FC no Tame desu ka?)  | 14 mars 2016      |
| Les filles s'entraînent plus que jamais pour le tournoi. À mi-chemin pendant une pause, Asuka essaie d'utiliser ses Grav-Shoes avec ses équilibreurs éteints, mais elle a trop de mal à garder le contrôle. Pendant ce temps, Saki s'entraîne avec des joueuses de haut niveau. Satisfaite de sa performance, Irina dit à Saki de s'entraîner avec ses équilibreurs éteints. Le lendemain, Reiko et Rika se présentent pour aider la jeune fille à s'entraîner. Alors que Reiko et Rika atterrissent sur le quai, Asuka révèle qu'elle les a invitées à s'entraîner ensemble. Après l'entraînement, Misaki fait un détour et se rend à la maison de la famille Shindou, où Kazunari médite en vue du prochain tournoi d'automne et demande à Kazunari de s'entraîner avec elles. Masaya décide également de prendre part à l'entraînement et défie Asuka dans un combat aérien, dans lequel Asuka apprend les mouvements spéciaux du « professeur Aoi » tandis que les autres apprennent aussi au sol. À mi-chemin, Aoi se joint également à l'entraînement. | |                   |
| 11 | (fr) (litt.) Je refuse de perdre ! (en) I Refuse to Lose! (ja) わたし負けない! (Watashi Makenai!)                                       | 21 mars 2016      |
| Le tournoi d'automne a commencé et Mashiro est contre Rika. Après un match serré, Mashiro gagne 7-6 mais perd dans son deuxième match. En demi-finale, Misaki est opposée à Saki. Le match commence et Saki part à la recherche de la bouée tandis que Misaki prend un raccourci. Grâce à un Sonic Boost, Misaki réussit à engager Saki dans un combat aérien et le frappe en l'air. Saki s'en prend à nouveau à Misaki, mais celle-ci la frappe une nouvelle fois et Saki est obligé d'esquiver alors qu'ils montent. Ils font la course ensemble et Misaki est obligée de voler à l'envers pour ne pas être désavantagée dans un combat aérien. Saki lève la main gauche et frappe Misaki, mais cette dernière esquive et lui touche le dos, marquant un but. Saki l'envoie à l'eau mais Misaki continue de l'attaquer. Inspirée par sa détermination, Saki décide de se battre avec tout son cœur et marque deux points. Misaki utilise un virage à coup de pied aérien et marque un point, mais le match s'achève lorsque où Saki gagne d'un point. | |                   |
| 12 | (fr) (litt.) Continuons de voler !! (en) Let's... Keep Flying!! (ja) もっと…飛ぼう!! (Motto...Tobō!!)                                   | 28 mars 2016      |
| Asuka affronte Saki. Asuka utilise trois Sonic Boosts consécutifs et une nouvelle technique appelée « Pentagram Force » pour marquer les deux premiers points. Après avoir marqué un point elle-même, Saki attaque Asuka mais cette dernière esquive toutes ses attaques et marque son troisième point. Maintenant à 3-1, Irina, en colère, ordonne à Saki d'éteindre ses équilibreurs, lui permettant ainsi d'exploiter tout le potentiel de ses chaussures. Saki augmente son score et le match se termine sur le score de 3-3. Pendant la pause avant la prolongation, Asuka décide d'éteindre ses équilibreurs. Le match reprend et Asuka plonge dans l'eau, incapable de garder le contrôle, mais elle en ressort bientôt et reprend le match, marquant deux points supplémentaires. Irina ordonne à Saki d'attaquer Asuka pendant que cette dernière essaie encore de contrôler ses chaussures, mais Saki l'ignore. Voyant son changement d'avis, Asuka encourage Saki à profiter du moment alors qu'ils reprennent le combat. Saki et Asuka marquent chacun un point, laissant le score à 6-4. Asuka encourage à nouveau Saki à profiter du match et à continuer à voler ensemble, ce à quoi Saki répond par un sourire et procède à l'égalisation du score 6-6. Le temps supplémentaire étant écoulé, celui qui marquera le prochain point sera le vainqueur. Asuka et Saki tournent l'un autour de l'autre, laissant derrière eux une boule tourbillonnante de leurs traînées de condensation qui laisse le public bouche bée. Asuka perd soudainement le contrôle et Saki tend la main pour lui toucher le dos mais Asuka doit faire preuve de détermination et exécute un backflip pour toucher le dos de Saki et remporter le championnat. Après le match, Irina s'excuse pour son comportement. Saki et Irina se lient d'amitié avec les filles de Kunahama et Masaya retrouve sa détermination à voler. | |                   |

Aokana: Four Rhythm Across the Blue possède sept musiques de thème : un thème d'ouverture, un insert song et cinq thèmes de fin. Le thème d'ouverture est « Wings of Courage (Sora o Koete) » (Wings of Courage ～空を超えて～, « Wings of Courage (Beyond the Sky) ») de Mami Kawada . L'insert song est « Infinite Sky » de Kotoko. Chaque héroïne a son propre thème de fin, en commençant par le thème d'Asuka « Sora Koi » (空恋, « Sky Love ») de Misato Fukuen . Le thème de Misaki est "Sense of Life" par Azumi Asakura. Le thème de Mashiro est « Millions of You » de Nozomi Yamamoto. Le thème de Rika est « Night Flight » de Madoka Yonezawa. Le thème principal de fin est « Sky is the Limit » de Kawada. De plus, un single image song intitulé « Rays of the Sun » de Kawada a été publié le 28 décembre 2014 au Comiket 87. Le thème principal d'ouverture des versions HD du jeu est « Crossing Way » de Kawada. 
Le thème d'ouverture de l'anime est « Contrail (Kiseki) » (Contrail～軌跡～, « Contrail (Track) »)  de Kawada et le thème de fin est « A-gain » de Ray. Le single de Kawada « Contrail (Kiseki) » est sorti le 27 janvier 2016, et le single de Ray « A-gain » est sorti le 17 février 2016,; Le thème d'ouverture d'Ao no Kanata no Four Rhythm: Eternal Sky est « Believe in the Sky » de Kawada. Une collection de musiques vocales pour la série, qui comprend « Believe in the Sky », a été publiée le 1er mai 2016. 
Aux Moe Game Award 2014, Ao no Kanata no Four Rhythm s'est classé en première position.